# Datana angusii
Datana angusii är en fjärilsart som beskrevs av Augustus Radcliffe Grote och Robinson 1866. Datana angusii ingår i släktet Datana och familjen tandspinnare. Inga underarter finns listade i Catalogue of Life.